# 鍾正明
鍾正明（1952年—），出生於台灣的美籍華人細胞生物學家，中央研究院院士，現任教於美國南加州大學病理系。

## 生平
鍾正明雙親皆受過高等教育，其父親鍾有成是台灣日本統治時期的臺北帝國大學醫學部第二屆校友，母親李月雲畢業於日本東京女子醫科大學。
鍾正明於1978年畢業於國立臺灣大學醫學系，後於美國洛克斐勒大學攻讀基礎醫學，1983年在诺贝尔生理学或医学奖得主傑拉爾德·埃德爾曼的指導下獲得病理學博士學位，之後擔任該校分子生物系教員。1987年，轉於美國南加州大學擔任教員。

## 研究
幹細胞學、發生學、皮膚生物學。
鍾正明以研究鳥類的羽毛而聞名，並以鳥類羽毛的細胞研究追溯到鳥類起源自侏儸紀時代恐龍，該研究被《科學》期刊選為2014年10大科學突破之一。

## 獲得榮譽與獎項
- 2008年第二十七屆中央研究院院士（生命科學組）
- 2014年美國科學促進會會士[4]。

## 外部連結
- 鍾正明在南加州大學網頁 （页面存档备份，存于）
- 中央研究院鍾正明資料